# Abadía de Muchelney
La Abadía de Muchelney (en inglés: Muchelney Abbey) es una propiedad de English Heritage situado en el pueblo de Muchelney en el condado de Somerset, Inglaterra. El sitio consta de muros en ruinas que muestran el diseño de los edificios de la abadía construidos entre los siglos VII y XVI, y la Casa del Abad aún intacta. Está junto a la iglesia parroquial en la que se ha reutilizado parte del material de la abadía.
Comprende los restos y los cimientos de una abadía benedictina medieval, el sitio de una abadía anglosajona anterior y una casa Tudor temprana que data del siglo XVI, anteriormente el alojamiento del abad residente, que ahora es un monumento clasificado de grado I. Las ruinas de la abadía se han catalogado como un monumento antiguo.
La abadía fue fundada en el siglo VII o VIII, resultó dañada por las incursiones vikingas y fue nuevamente reconstruida y refundada en el siglo X. Poseía y administraba numerosas tierras locales. Los edificios se ampliaron entre los siglos XII y XVI hasta su disolución en 1538. La mayoría de los edificios fueron demolidos y la piedra utilizada en los edificios de los alrededores, aunque sobreviven la Casa del Abad y el retablo. Algunos de los azulejos y otros elementos decorativos de la iglesia monástica se reutilizaron en la iglesia parroquial adyacente de San Pedro y San Pablo. Desde 1927 las ruinas son de propiedad pública.

## Toponimia
El nombre deriva de dos elementos: del inglés antiguo: micel «grande, enorme», y del anglo: ēg, «una isla». El segundo elemento se refiere con frecuencia a «tierra seca rodeada de pantanos» en los topónimos antiguos. En este sentido es similar a Athelney, Isleworth Ait y Chiswick Eyot todas ellas islas situadas en el Támesis.

## Historia
El sitio de la Abadía era efectivamente una isla en los niveles pantanosos y frecuentemente inundados de Somerset. Se cree que se erigió un edificio religioso en el sitio ya en 693, con una carta otorgada por Cynewulf en 762, aunque los monjes benedictinos no se establecieron allí hasta el siglo X. Las incursiones vikingas en el área dañaron parte de la estructura de la abadía y requirieron una reconstrucción. No se sabe a ciencia cierta quienes fueron los refundadores de la Abadía; sin embargo, en un documento de 1535 (redactado siguiendo el Valor Ecclesiasticus), Centwine, Ine, Æthelstan y Æthelred se citan como los fundadores. La tradición sugiere que la contribución de Æthelstan fue la penitencia por el asesinato de Atheling Edwin en 933 o después de la victoria en la batalla de Brunanburh en 937. Se sabe que la carta del rey Ine de Wessex es una falsificación, sin embargo, puede tener alguna base cierta. Las cartas se donaron al Museo de Somerset en 1946 en préstamo permanente por parte de Lady Ailesbury.
Según el Libro Domesday de 1086, el monje benedictino Muchelney era dueño de las islas Muchelney, Midelney y Thorney. En ese momento, en 1086, la abadía pagaba un impuesto de 6000 anguilas al año capturadas en los ríos y pantanos locales.

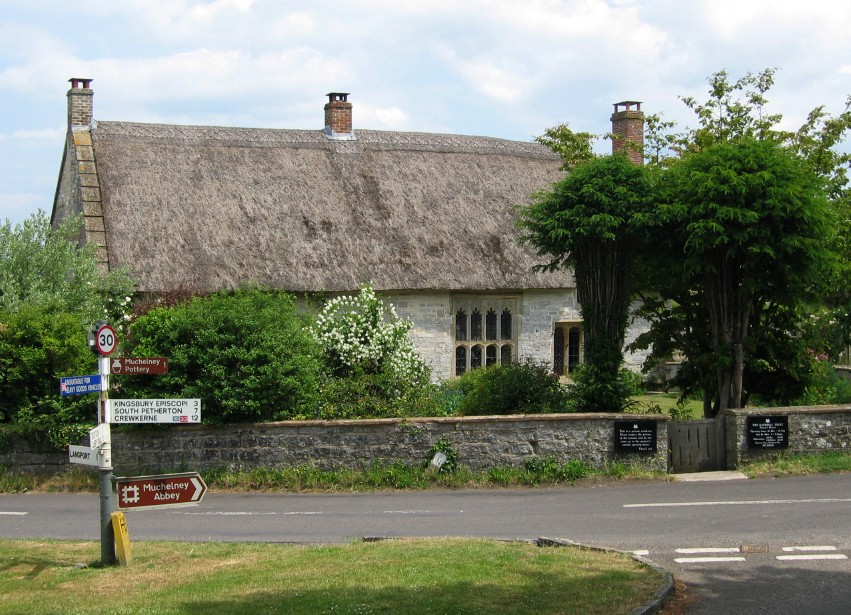
La Casa del Sacerdote de la abadía

Gran parte del edificio se construyó en el siglo XII. El abad se apropió con éxito del cercano Perry Moor y las áreas circundantes y participó en su drenaje y gestión. Un fragmento del manuscrito que contiene el bede-roll de la abadía que data de los siglos XII y XIII se encuentra depositado en la biblioteca de Saint John's College (Cambridge). Alrededor de 1308, la abadía construyó la Casa del Sacerdote para el párroco. Ahora es propiedad del National Trust. Ha sido designado como un edificio catalogado de grado II. Gran parte de la abadía fue reconstruida bajo la administración de los abades William Wyke (1489-1504) y Thomas Broke (1505-1522) con la financiación proporcionada por el arrendamiento de la granja Demesne.
Entre el siglo XIII y la disolución, cinco monjes fueron enviados desde Muchelney a la Universidad de Oxford para estudiar en Canterbury College o Gloucester College. En el siglo XVI, la abadía incluía una iglesia abacial, el barton de la granja de mesne, una limosnería, la iglesia parroquial de San Pedro y San Pablo con su vicaria y una cruz que data del siglo XV (trasladada en 1830 cerca de la iglesia parroquial). La iglesia monástica fue construida en el sitio de una iglesia sajona anterior.

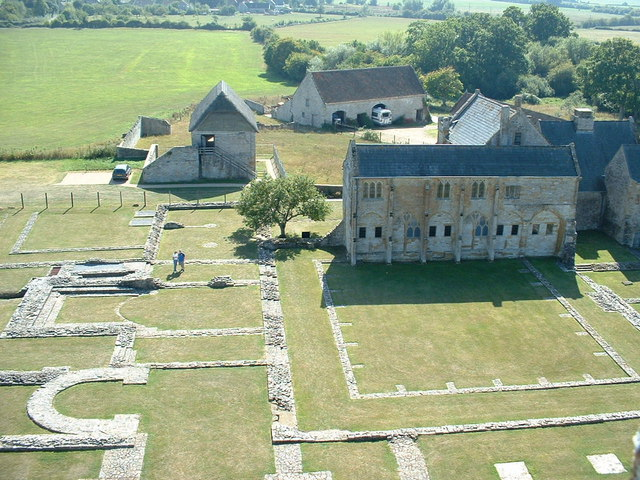
Las ruinas de la abadía y la Casa del Abad a la derecha.

En la investigación sobre las finanzas monásticas de 1535, se registró que Muchelney distribuyó 6 libras, 13 chelines y 4 peniques en efectivo como limosna.
En 1538, los monjes entregaron la Abadía con todas sus tierras y posesiones a Enrique VIII en el curso de la Disolución de los Monasterios. Luego se demolieron los edificios principales de la abadía, aunque algunas de las baldosas decorativas del piso se volvieron a colocar en la vecina Iglesia de San Pedro y San Pablo. Toda la propiedad y el reconocimiento se otorgaron a Edward Seymour, conde de Hertford, más tarde primer duque de Somerset. Tras su ejecución en 1552, volvió a ser posesión de la Corona. La piedra de la abadía se utilizó en muchos de los edificios de los alrededores. En 1872, cuando los trabajadores de la recolección de piedra encontraron una tapa de ataúd de piedra azul debajo de la cual se descubrió el pavimento de la capilla de la señora del siglo XVI. En 1924 se llevó a cabo un desfile en el sitio, en el que participaron unas 500 personas, que representan la historia de la abadía desde su fundación hasta la disolución.
En 1927, la Office of Works se hizo cargo de las ruinas de la abadía y luego pasó a English Heritage. La Casa del Abad fue designada como monumento clasificado de Grado I en 1959.

## Arquitectura

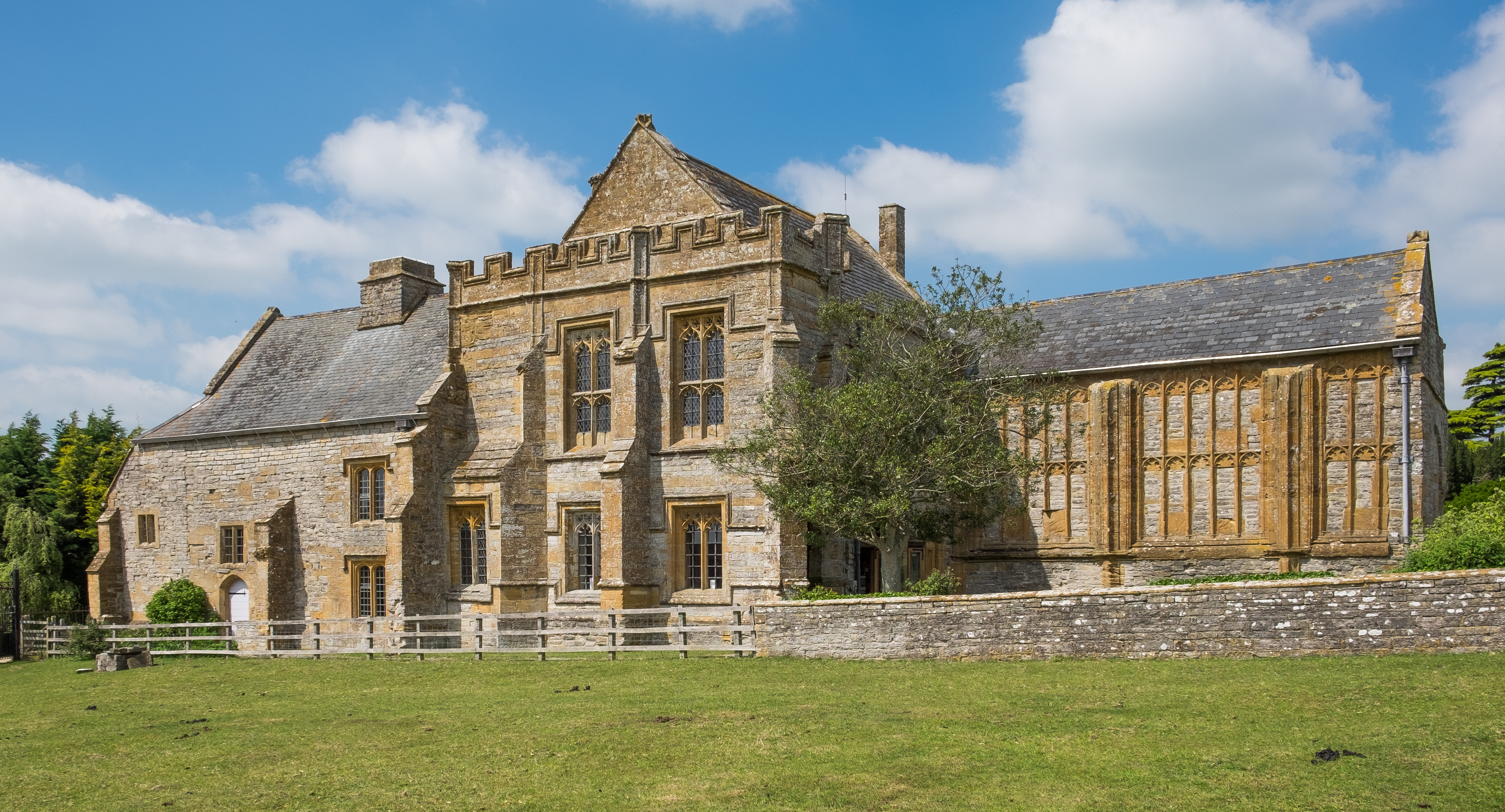
Casa del abad en la abadía de Muchelney

La Abadía es la segunda más grande de Somerset después de la Abadía de Glastonbury. La iglesia tiene 58,5 m de largo y 15,8 m de ancho. Del edificio principal solo quedan algunos muros de cimentación. El paseo del claustro sur y la pared norte de un refectorio son otras características sobrevivientes. El claustro sur incluye restos del techo de arcadas y bóveda de abanico.
La única estructura intacta es la Casa del Abad con características arquitectónicas bien conservadas que incluyen mampostería externa y una gran cámara interior con chimenea ornamentada, asiento tallado y vidrieras y techo de madera. Algunas de las pinturas murales dentro de la casa de los abades necesitan restauración.
Una atracción inusual es el retredor o baño de los monjes de dos pisos con techo de paja cercano, que se considera único en Gran Bretaña. Un granero al oeste de la abadía es un monumento planificado.